# Йёнсен, Фримод
Фримод Мартин Зигвальд Йёнсен (фар. Frimod Joensen; 2 мая 1915, Сандур, Фарерские острова — 1997) — фарерский художник.
Самоучка. Специального образования не получил. В 1930-х годах испытал влияние ряда политических идеологий: марксизма, капиталистической демократии, тоталитарного коммунизма и фашизма. Как и многие ведущие художники, увлёкся идеями, сформулированными в сюрреализме, занимался созданием нового вида магического реализма.
Художник-модернист. Портретист, жанрист, пейзажист.
Персональные выставки состоялись в Торсхавне, Копенгагене и Рейкьявике. Полотна Ф. Йёнсена хранятся ныне в Национальной галерее Фарерских островов в Торсхавне и в парламенте Швеции.
Почта Фарерских островов выпустила серию марок с изображением его картин.